# 笹賀 (松本市)
笹賀（ささが）は長野県松本市の大字。松本市南部に位置する。郵便番号399-0033。

## 概要
隣接する今井、神林、塩尻市洗馬にまたがる、信州スカイパーク（別名を松本平広域公園といい、やまびこドーム、アルウィン、陸上競技場、松本市営サッカー場、松本市馬術競技場、今井市民プール、松本市空港図書館等が含まれる）や、松本流通業務団地（含：松本市公設地方卸売市場）、松本短期大学、西南工場団地、大久保工場公園団地、金属工場団地がある。塩尻市が近く、南部では奈良井川を挟んだ東の対岸が塩尻市であるが、場所によっては東岸まで松本市という場所もある。

### その他の主な施設
- 大久保簡易郵便局
- 菅野簡易郵便局
- 八十二銀行 笹賀支店
- 松本市立二子小学校
- 松本市立菅野小学校
- 松本市立菅野中学校

## 歴史
かつては良質な田園地帯であったため長野自動車道建設時には反対運動が起きた。昭和の大合併で松本市に編入された後、地元の心を忘れないようにと「笹賀音頭」が作られた。
俗地名として下二子、中二子、上二子、神戸、菅野、二美町、小俣、今村、東耕地、巾下などがある。字下二子・菅野は住宅や公営団地が中心である。その他の地区は田畑と住宅が混在している。

## 世帯数と人口
2018年（平成30年）10月1日現在の世帯数と人口は以下の通りである。
| 大字 | 世帯数    | 人口    |
| ---- | --------- | ------- |
| 笹賀 | 4,046世帯 | 9,607人 |

## 交通

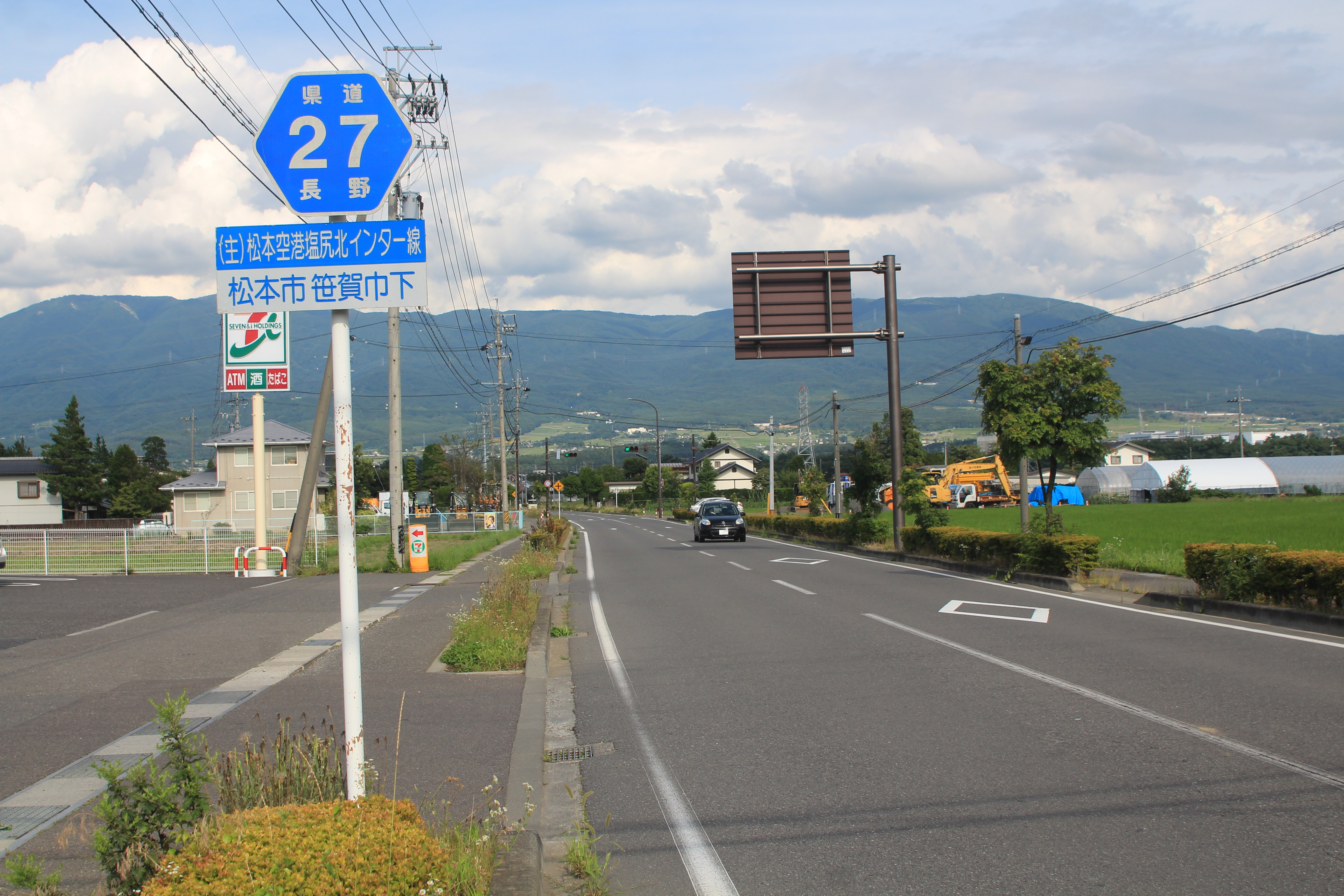
域内を通る長野県道27号松本空港塩尻北インター線

路線バスは松本バスターミナルからアルピコ交通空港・今井線が長野県道296号松本空港線を経由して上今井まで、大久保工場団地線が管理会館まで運行されている。
笹賀地区には、空港・今井線は二子橋・下二子・上二子口（神林との境目付近にある）・菅野中学校前・松本短大口・やまびこドーム前・小俣の7つの停留所が、大久保工場団地線は大久保工場公園・管理会館の2つの停留所がある。
松本市コミュニティバスの村井・山形線が短大北ややまびこドーム付近を通っている。
鉄道を利用する場合、北部では平田駅、中部では村井駅、南部では広丘駅がそれぞれ最寄りで、いずれもJR東日本篠ノ井線である。

## 小・中学校の学区
小中学校の学区は以下の通りである。
| 町会名              | 小学校             | 中学校             |
| ------------------- | ------------------ | ------------------ |
| 下二子の一部 二美町 | 松本市立二子小学校 | 松本市立菅野中学校 |
| それ以外の地域      | 松本市立菅野小学校 | 松本市立菅野中学校 |